# Гребёнкин, Валерий Витальевич
Валерий Витальевич Гребёнкин (укр. Валерій Віталійович Гребьонкін, род. 7 сентября 1961, Днепропетровск) — украинский шашист. Чемпион мира 1998 года, серебряный призёр чемпионатов мира (Одесса, 2000; Сан-Паулу, Бразилия, 2002), бронзовый призёр чемпионата мира 2006 года по русским шашкам. Бронзовый призёр первого чемпионата Европы 2007 года по русским шашкам. Многократный чемпион Украины по русским шашкам, призёр чемпионатов Украины по международным шашкам. Чемпион СССР (1979) среди юношей. Тренеры - М. Шомштейн, В. Сандлер, М. Сухарь, Колман Турий, Юрий Ермаков, Г. Подставкин, А. Яценко, А. Максимова.
Мастер ФМЖД по международным шашкам, международный гроссмейстер по шашкам-64 (1998). Мастер спорта Украины международного класса (1999).
FMJD-Id: 10691.
Окончил Одесский университет (1983).